# Elsnigk

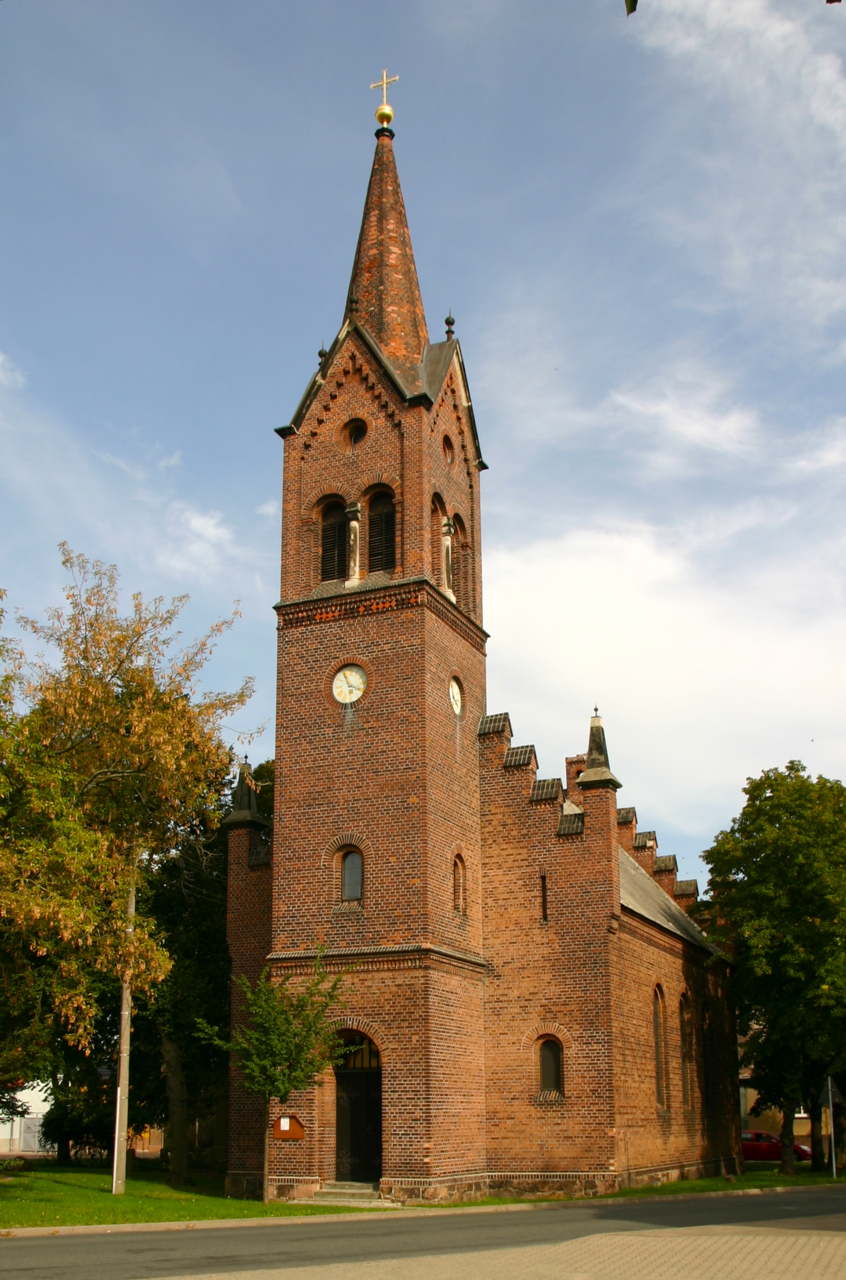

Elsnigk este o comună din landul Saxonia-Anhalt, Germania.